# Глизе, Рохус
Рохус Глизе (нем. Rochus Gliese, 6 января 1891 — 22 декабря 1978) — немецкий актёр, режиссёр, художник-постановщик ранних фильмов 1910-х и 1920-х годов.
Родился в Берлине, Германия. Наиболее известна его работа, как арт-директора, над фильмом «Восход солнца». Большинство других его фильмов не получили широкой известности. Его последний фильм как режиссёра был снят в 1930 году («В погоне за удачей»). Рохус Глизе умер 22 декабря 1978 году в Берлине.

## Избранная фильмография
- Пражский студент (1913)
- Голем / Der Golem (1915)
- Йог / Der Yoghi (1916)
- Голем и танцовщица / Der Golem und die Tänzerin (1917)
- Чужой князь / Der fremde Fürst (1987)
- Екатерина Великая / Katharina die Große (1920)
- Голем, как он пришел в мир / Der Golem, wie er in die Welt kam (1920)
- Борьба за себя / Der Kampf ums Ich (1922)
- Жгучая тайна / Das brennende Geheimnis (1923)
- Изгнание / Die Austreibung (1923)
- Финансы великого герцога / Die Finanzen des Großherzogs (1924)
- Найдено невеста / The Found Bride (1925)
- Розовый бриллиант / The Pink Diamond (1926)
- Восход солнца / Sunrise: A Song of Two Humans (1927)
- В погоне за удачей / Chasing Fortune (1930)
- Город стоит на голове / Eine Stadt steht Kopf (1932)